# Grymov
Grymov (deutsch Grimsthal) ist eine Gemeinde in Tschechien. Sie liegt fünf Kilometer nordöstlich von Přerov und gehört zum Okres Přerov.

## Geographie
Das mährische Straßendorf Grymov befindet sich linksseitig der Bečva in der Hanna.
Nachbarorte sind Podolší, Hliníky und Osek nad Bečvou im Norden, Haltýře und Oldřichov im Nordosten, Sušice und Radslavice im Osten, Tučín im Südosten, Kozlovice im Süden, Michalov im Südwesten, Lýsky im Westen sowie Prosenice und Proseničky im Nordwesten.

## Geschichte
Nach den Josephinischen Reformen wurde am 24. April 1787 auf Schloss Tršice die Parzellierung des dem Olmützer Kapitel gehörigen Hofes Radslavice beschlossen.
Nordwestlich des Dorfes Radlavice wurden 24 Familiantenstellen angelegt. Acht der Siedler des neuen Dorfes Grimsthal kamen aus Radslavice, die anderen aus den Dörfern der Umgebung. An Grimsthal wurden die Mühle Hloží und das Fährhaus Vrbovec angeschlossen. Die verbliebenen Flächen des Hofes wurden den Katastern von Radslavice und Sušice zugeordnet und an die Untertanen aufgeteilt. Der ehemalige Radslawitzer Teich wurde trockengelegt und zum Weideland der Bewohner von Grimsthal. Bis 1848 gehörte Grimsthal dem Olmützer Domkapitel und war der Herrschaft Tršice untertänig.
Nach der Aufhebung der Patrimonialherrschaften bildete Grymov / Grimsthal ab 1850 einen Ortsteil der Gemeinde Radslavice im Bezirk Kroměříž. 1880 erfolgte die Zuordnung zum Bezirk Přerov. An der Flussschleife des Bečva befanden sich eine Furt und die Vrbovecer Fähre, die 1881 durch den Bau der Brücke über den Fluss nach Proseničky ersetzt wurden. 1882 erlangte Grymov seine Eigenständigkeit. 1913 wurde eine Anschlussstraße von Grymov zur Straße von Radslavice nach Prosenice gebaut, 1927 erfolgte die Weiterführung der Anschlussstraße über Grymov hinaus bis Kozlovice. Nachdem die Felder von Grymov regelmäßig von den Hochwassern der Bečva überschwemmt wurden und das große Hochwasser von 1880 große Schäden verursacht hatte, wurde zwischen 1903 und 1905 eine Flussregulierung vorgenommen. Dabei wurde die Grymover Schleife abgeworfen. Zwischen 1974 und 1990 war der Ort erneut nach Radslavice eingemeindet. Durch das Jahrhunderthochwasser der Bečva von 1997 war auch Grymov betroffen.

## Gemeindegliederung
Für die Gemeinde Grymov sind keine Ortsteile ausgewiesen.

## Sehenswürdigkeiten
- Kapelle Johannes des Täufers, erbaut 1860–1863 an der Stelle eines Glockenturmes

## Söhne und Töchter der Gemeinde
- Richard Jiřík (1859–1927), Buchautor
- Vojtěch Ptáček (1870–1946), Buchautor